# Scolomus viridis
Scolomus viridis là một loài tò vò trong họ Ichneumonidae.